# Lenny Davidson
Leonard Arthur "Lenny" Davidson (30 de mayo de 1944) es un guitarrista británico. Fue miembro de The Dave Clark Five, un grupo muy popular en la década de 1960.

## Primeros años
Lenny Davidson nació en Enfield como uno de sus tres hijos. Empezó a tocar la guitarra cuando era adolescente. Después de la escuela, empezó a tocar en bandas de aficionados junto con su trabajo en una empresa de tubos de acero.

## Carrera
En 1961 se unió a The Dave Clark Five with Stan Saxon, el precursor de The Dave Clark Five. También era una banda amateur, que tocaba en clubes y fiestas. En 1962, con la salida de los saxofonistas Stan Saxon y Jim Spencer y la llegada del saxofonista Denis Payton, la formación del grupo fue cambiando hasta 1970.
Esa formación era: Dave Clark en la batería, Mike Smith como cantante y en el teclado, Denis Payton en el saxofón, Rick Huxley en el bajo y Lenny Davidson como guitarrista solista. Tras la marcha de Saxon y Spencer, el grupo cambió su repertorio, pasando del jazz y la música de baile a la música pop.
Dave Clark era el líder indiscutible del grupo. Hizo los arreglos para las actuaciones y organizó las grabaciones. También se aseguró de que los derechos de esas grabaciones eran suyos. Escribió la mayoría de las canciones que el grupo grabó. A menudo lo hacía junto con otro miembro de la banda. También coescribió varias canciones con Lenny Davidson, entre ellas algunas muy conocidas como Everybody Knows (I Still Love You) (1964), Catch Us If You Can (el tema principal de la película de The Dave Clark Five de 1965) y At the Scene. Davidson también cantó de fondo en muchas de las canciones; ocasionalmente actuó como cantante solista. Por ejemplo, cantó en solitario en Everybody Knows de 1967 (que es una canción diferente a Everybody Knows (I Still Love You) de 1964). La canción alcanzó el segundo puesto en la UK Singles Chart.
Dave Clark Five consiguió una serie de éxitos, tanto en Reino Unido como en Estados Unidos. Discos como Glad All Over, Bits and Pieces y Over and Over se convirtieron en grandes éxitos. Entre 1964 y 1967, el grupo realizó numerosas giras por ambos países. Como guitarrista, Lenny Davidson rara vez destacaba, gracias al papel destacado del saxofón y la batería en la música de The Dave Clark Five. En Catch Us If You Can y en algunas otras canciones, la guitarra de Davidson desempeña un papel esencial.
En 1964, el grupo hizo una película, Catch Us If You Can, que se estrenó en 1965. En Estados Unidos, la película se tituló Having a Wild Weekend. Lenny Davidson es el único miembro de The Dave Clark Five que no dice una palabra en la película, normalmente porque los otros miembros del grupo no le dejan entrar.
La banda se disolvió en 1970. Davidson se formó como guitarrista clásico y profesor de guitarra. Después empezó a dar clases. Toca la guitarra de requinto (un modelo de guitarra pequeña afinada una cuarta más alta que la habitual) en la Cambridge Guitar Orchestra, en la que también toca su hijo Max. También ha dirigido una empresa de reparación de órganos de iglesia.
El 10 de marzo de 2008, Dave Clark Five ingresó en el Salón de la Fama del Rock and Roll de Cleveland. Los tres miembros vivos del grupo, Dave Clark, Lenny Davidson y Rick Huxley, asistieron a la ceremonia. Denis Payton y Mike Smith ya habían fallecido para entonces.

## Vida personal
Davidson está casado y vive en Cambridgeshire. Tiene cuatro hijos.